# Monstruos (film)
Monstruos (titlu original: Cloverfield) este un film american de înregistrare recuperată, de groază, cu monștri din 2008 regizat de Matt Reeves. Este produs de J. J. Abrams și Bryan Burk, scenariul este scris de Drew Goddard. Rolurile principale au fost interpretate de actorii Lizzy Caplan, Jessica Lucas, T. J. Miller, Michael Stahl-David, Mike Vogel, Odette Yustman și Blake Lively. Este primul film din franciza Cloverfield, fiind urmat de 10 Cloverfield Lane (Strada Cloverfield 10) în 2016. La un buget de 25 de milioane $ a avut încasări de peste 170 de milioane $.

## Prezentare
Filmul prezintă întâmplări din viața a cinci new-york-ezi din perspectiva unei camere video de mână. Monstruos are exact lungimea unei casete DV și un sub-scenariu este stabilit prin afișarea octeților și a fragmentelor video înregistrate anterior pe banda peste care s-a înregistrat din nou. Filmul începe cu un monstru de origine necunoscută care distruge o clădire. În timp ce cei cinci încep să investigheze, părți ale clădirii și capul statuii Libertății se prăbușeșc.  

## Distribuție
- Michael Stahl-David - Robert "Rob" Hawkins
- Odette Yustman - Elizabeth "Beth" McIntyre
- T. J. Miller - Hudson "Hud" Platt
- Jessica Lucas - Lily Ford
- Lizzy Caplan - Marlena Diamond
- Mike Vogel - Jason Hawkins
- Ben Feldman - Travis
- Billy Brown - Staff Sergeant Pryce
- Chris Mulkey - Lieutenant General Graff
- Brian Klugman - Charlie
- Theo Rossi - Antonio